# Culloden (Georgia)
Culloden es un pueblo ubicado en el condado de Monroe en el estado estadounidense de Georgia. En el censo de 2000, su población era de 223.

## Demografía
En el 2000 la renta per cápita promedia del hogar era de $28,393, y el ingreso promedio para una familia era de $48,125. El ingreso per cápita para la localidad era de $22,442. Los hombres tenían un ingreso per cápita de $28,542 contra $20,469 para las mujeres.

## Geografía
Culloden se encuentra ubicado en las coordenadas 32°51′47″N 84°5′37″O / 32.86306, -84.09361 (33.554626, -82.898428).
Según la Oficina del Censo, la localidad tiene un área total de 2 km² (0,8 mi²), de la cual 2 km² (0,8 mi²) es tierra y 0 km² (0 mi²) (0.00%) es agua.